# Neogovea hormigai
Espèce
Neogovea hormigai est une espèce d'opilions cyphophthalmes de la famille des Neogoveidae.

## Distribution
Cette espèce est endémique du Guyana. Elle se rencontre au Haut-Takutu-Haut-Essequibo dans les monts Acarai.

## Description
Le mâle holotype mesure 4,24 mm et la femelle paratype 4,21 mm.

## Étymologie
Cette espèce est nommée en l'honneur de Gustavo Hormiga.

## Publication originale
- Benavides & Giribet, 2013 : « A revision of selected clades of Neotropical mite harvestmen (Arachnida, Opiliones, Cyphophthalmi, Neogoveidae) with the description of eight new species. » Bulletin of the Museum of Comparative Zoology, vol. 161, no 1, p. 1–44.